# 仲條友彪
仲條 友彪（なかじょう ゆい、1998年9月18日 - ）は、日本の元子役。スマイルモンキーに所属していた。東京都杉並区出身。

## 来歴・人物
2004年、テレビドラマ「世界の中心で、愛をさけぶ」の現代パートで重要な役どころを担う一樹役を演じる。
中学進学に伴い芸能活動を休止。

## 出演

### テレビドラマ
- 愚痴 ひとり芝居ドラマ 第1 - 4話（2003年、フジテレビ）
- ぶどうの木〜里親と子供たちの愛の物語〜（2003年11月17日、フジテレビ） - 新藤陽介（幼少） 役
- 光とともに…〜自閉症児を抱えて〜（2004年、日本テレビ） - 東光（小学校入学前） 役
- 愛の劇場 ほーむめーかー（2004年、TBS） - 坂口英次 役
- 世界の中心で、愛をさけぶ 第7 - 10話 （2004年、TBS） - 小林一樹 役
- H2〜君といた日々 第2話（2005年、TBS） - 柳守道（幼少） 役
- anego[アネゴ] 第5話（2005年、日本テレビ） - 水沢翼 役
- スローダンス 第5・10・11話（2005年、フジテレビ） - 石川健司 役
- 神はサイコロを振らない 第1・9話（2006年、日本テレビ）
- きらきら研修医 第1話（2007年、TBS） - 田島タクミ 役
- 未来遊園地〜幽霊少女と観覧車〜（2007年9月28日、テレビ朝日） - 長谷部達也（幼少） 役
- 彗星物語（2007年12月3日、TBS） - 城田秋雄 役
- 土曜ワイド劇場 100の資格を持つ女〜ふたりのバツイチ殺人捜査〜1 - 3（2008年3月29日・2009年6月27日・2010年3月20日、テレビ朝日） - 西郷誠 役
- 侍戦隊シンケンジャー（2009年、テレビ朝日） - 坂井竜也 役

### 映画
- 心の砕ける音〜運命の女〜（2005年） - 永井勇介 役
- 隣人13号（2005年） - 赤井勇気 役
- コーラス 日本語吹き替え版（2005年） - ペピノ 役
- バンビ2 森のプリンス 日本語吹き替え版（2006年） - フラワー 役
- 森のリトル・ギャング 日本語吹き替え版（2006年） - ティミー 役

### CM
- 日本興亜損害保険（2004年）
- パナソニック（2005年）
- トミー「ポケモンぐるっとマップ」「ポケモンおしゃべりミュウ」（2005年）
- P&G「ファブリーズ」（2005年）
- マクドナルド「ハッピーセット ザ ラナバウツ」（2008年）